# Дзидзи
Дзи́дзи — дух, подменяющий и крадущий маленьких детей в мифологии коми.

## Общие сведения
Дзидзи похищал оставленных без присмотра детей. Он обладал человеческим обликом, хотя очень отличался от обычного человека высоким ростом, был плоский, как доска, рот и глаза были очень большие и в то же время чрезвычайно узкие. Другие черты лица не различались.